# Pierre Albert-Birot

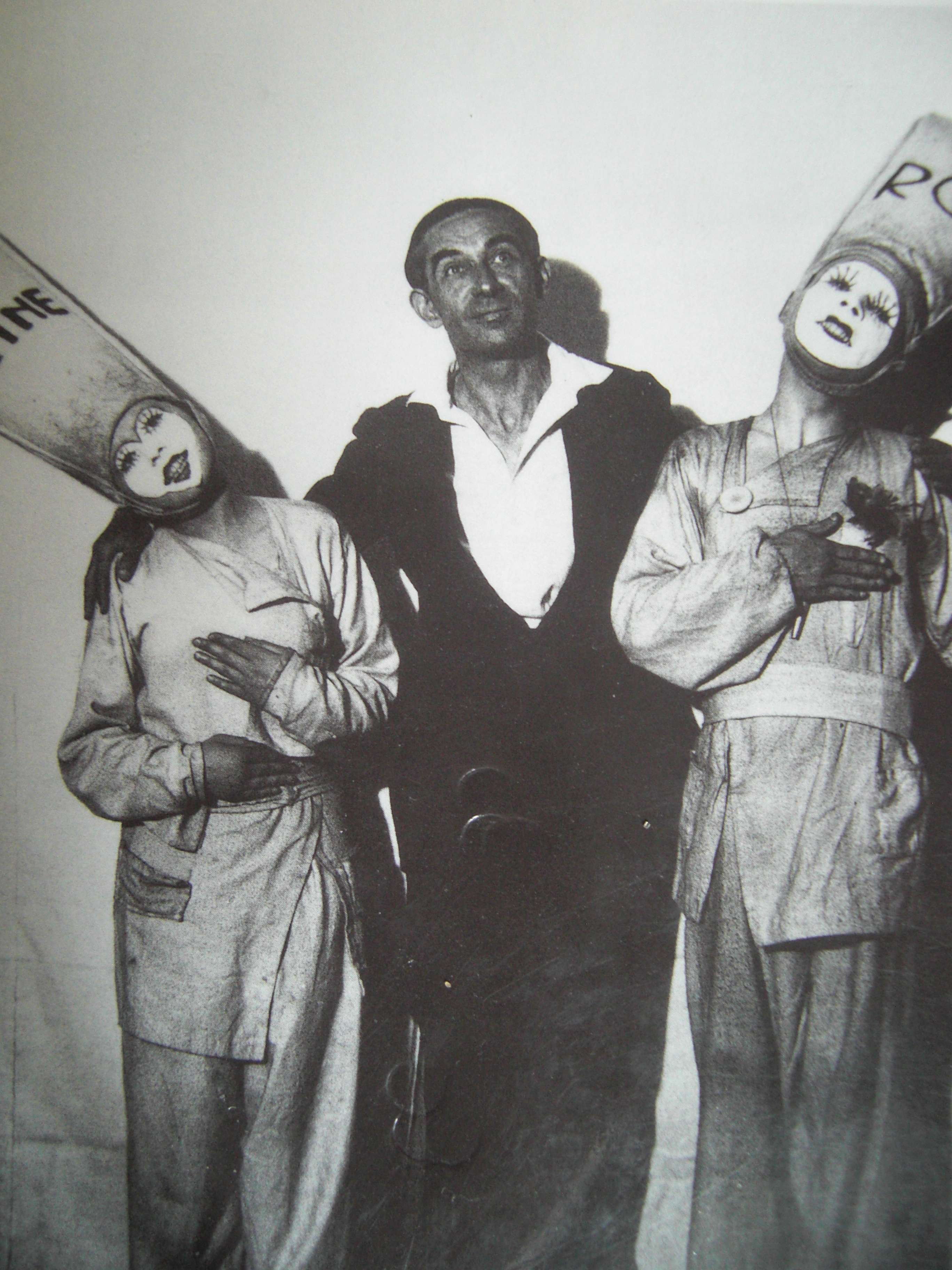
Pierre Albert-Birot mit Solange Roussot und Roger Roussot, Darstellern des Stücks Matoum et Tevibar et Barbe Bleue (Fotografie von Claude Cahun, 1929)

Pierre Albert-Birot (geboren am 22. April 1876 in Angoulême; gestorben am 25. Juli 1967 in Paris) war ein französischer Dichter und bildender Künstler, der dem Dadaismus nahestand.

## Leben und Werk

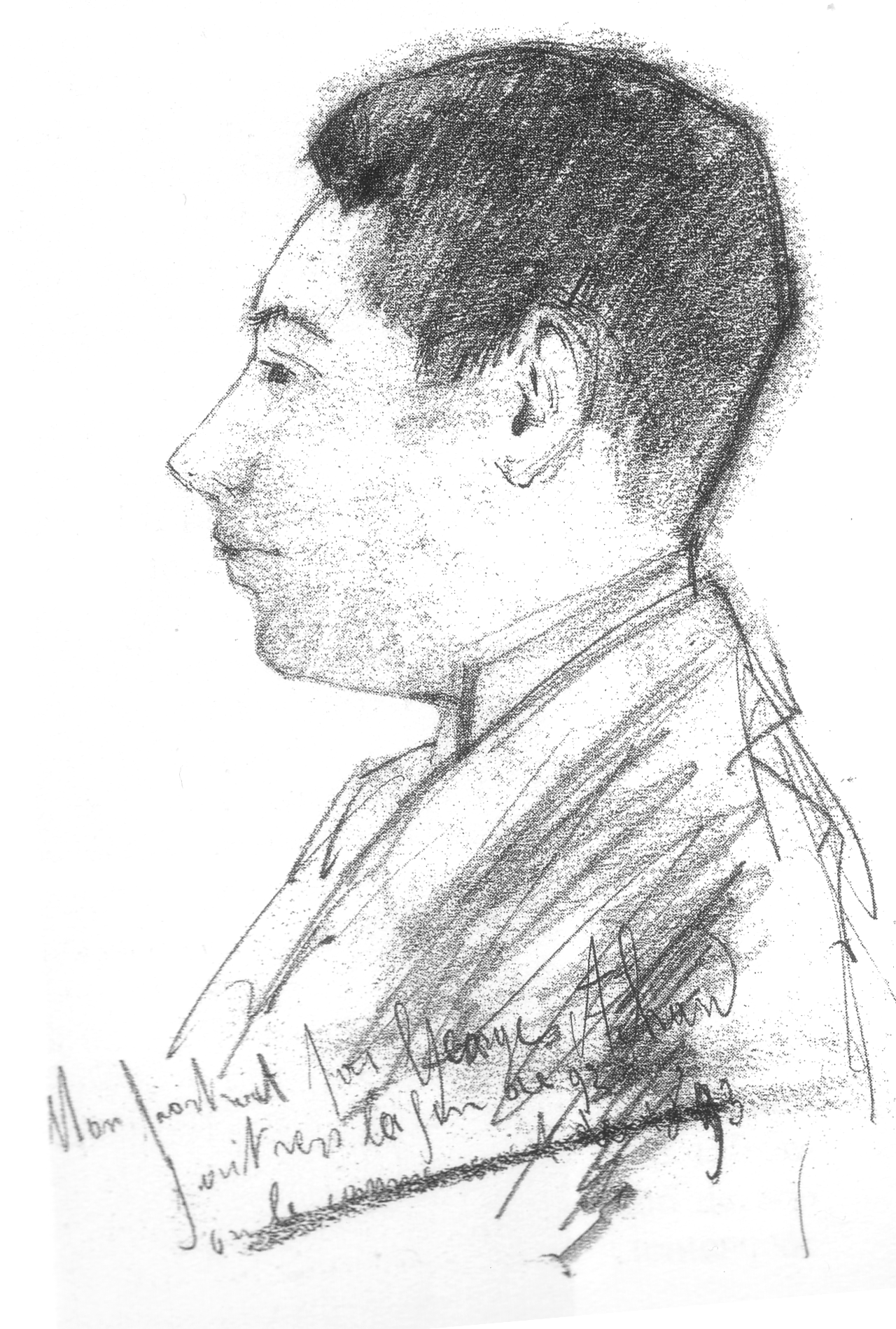
Pierre Albert-Birot (Bleistiftzeichnung von Georges Achard, 1893)

Pierre Albert-Birot ist im Département Charente geboren und zog im Alter von 16 Jahren mit seiner Mutter nach Paris. Georges Archard ermöglichte ihm an der Kunstschule den Bildhauer- und Steinmetzberuf zu erlernen. Später nahm er Zeichenunterricht bei Gustave Moreau und arbeitete anschließend in der Bildhauerwerkstatt von Alfred Boucher. Er heiratete und verdiente den Lebensunterhalt als Restaurator bei einem Antiquitätenhändler und als Steinmetz an den Fassaden vornehmer Bürgerhäuser.
Im Ersten Weltkrieg wurde er als kriegsuntauglich ausgemustert und konnte dann von 1916 bis 1919 die Zeitschrift „sic“ herausgeben. „Sic“ heißt auf Latein: „so ist es“ und hat gleichzeitig die Anfangsbuchstaben der französischen Worte Son, Idee, Couleur (Laut, Idee, Farbe). Der erste Mitarbeiter der Zeitschrift „sic“ wurde Guillaume Apollinaire. Louis Aragon, André Breton, Jean Cocteau, Blaise Cendrars, Pierre Drieu la Rochelle, Jules Romains, André Salmon, Tristan Tzara, Francis Picabia, Raymond Radiguet, Philippe Soupault, Pablo Picasso und Henri Matisse gesellten sich dazu. Im Dezember 1919 erschien die letzte Nummer von „sic“. Pierre Albert-Birots Kommentar dazu war: „Avantgardistische Zeitschriften müssen jung sterben.“
Pierre Albert-Birot schrieb typographische Gedichte, Simultangedichte, Plakatgedichte, Gedichtobjekte, quadratische, rechteckige, runde, ovale, schachbrettartige Gedichte, Lautgedichte, Hörspiele, Filmdrehbücher und insgesamt 12 Theaterstücke, die er als Anti-Theater begriff.
Sein bekanntestes Prosawerk ist das nach dem Protagonisten Grabinoulor benannte Buch, dessen erster Band (Le Premier Livre de Grabinoulor) 1921 erschien und an dem Albert-Birot bis in die 1960er Jahre arbeitete. Das ab der Ausgabe von 1933 als „Epos“ (épopée) bezeichnete Werk lässt sich nur schwer klassifizieren oder einer Gattung zuordnen. Die 1991 postum erschienene Ausgabe umfasst 6 Teile mit fast 1000 Seiten. Das Werk folgt keinem klaren Handlungsverlauf, sondern besteht aus relativ unabhängigen Episoden an verschiedenen Orten und zu verschiedenen Zeiten, zusammengehalten durch die Figur des Grabinoulor. Der interpunktionslose Text ist gegliedert in Kapitel und wird unterbrochen von teils visuellen Gedichten.

## Bibliographie
Lyrik
- Trente et un poèmes de poche. SIC, Paris 1917.
- Poèmes quotidiens. SIC, Paris 1919.
  - Deutsch: Alltagsgedichte. Übersetzt von Eugen Helmlé. Lyrische Hefte 39/40. A. Astel, Saarbrücken / Stössel, Inning 1971.
- La joie des sept couleurs. SIC, Paris 1919.
- La Triloterie.  SIC, Paris 1920.
- Quatre poèmes d’amour. SIC, Paris 1922.
- Les soliloques napolitains. Paris, 1922 (pornographischer Privatdruck).
- La lune ou le Livre des poèmes. Jean Budry, Paris 1924.
- Poèmes à l’autre moi. Jean Budry, Paris 1927.
- Ma morte. Privatdruck, 1931.
- mit Jean Follain: Deux poètes, deux poèmes Éditions des Canettes, Paris [1936].
- Le Cycle des douze poèmes de l’année. Ciel de Paris. Éditions des Canettes, Paris 1937.
- Âmenpeine. Trente poèmes élégiaques. Éditions des Canettes, Paris 1938.
- La Panthère noire. Poème en 50 anneaux et 50 chaînons. Éditions des Canettes, Paris 1939.
- Miniatures. Trente jeux prosodiques. Éditions des Canettes, Paris 1939.
- Les amusements naturels. Denoël, Paris 1945.
- Cent dix gouttes de poésie. Pierre Seghers, Paris 1952.
- Dix poèmes à la mer. Tout finit par un sonnet. Privatdruck, 1954.
- Graines, poèmes-missives. Club du Poème, Genf 1965.
- La Belle Histoire. Gaston Puel, Veilhes 1966.
- Aux trente-deux vents, poèmes des jours ombreux. Illustrationen von Jacques Spacagna. Vorwort von Henri Chopin. Jean Petithory, Paris 1967.
- Cent nouvelles gouttes de poésie. Cercle culturel et artisanal, Bonaguil 1967.

Deutsche Zusammenstellung:
- Setzt euch hin und redet nicht so viel über Dinge, die man nicht essen kann. Gedichte 1916–1924. Übersetzt und herausgegeben von Eugen Helmlé. Edition text + kritik, München  1985, ISBN 3-88377-199-6.

Prosa
- Le Premier Livre de Grabinoulor. SIC, Paris 1921.
  - Deutsch: Das erste Buch von Grabinoulor. Übersetzt und herausgegeben von Eugen Helmlé. Edition text + kritik, München 1980, ISBN 3-88377-049-3.
- Ainsi la mort. Rougerie, 1931.
- Rémy Floche, employé. Denoël et Steele, 1934.
- Les Mémoires d’Adam et les pages d'Eve. Éditions du Dauphin, 1948.
- Le Catalogue de l’antiquaire. Jean Budry, 1923.
- Autobiographie & Moi et Moi. Librairie Bleue, Troyes 1988.
- Les Six livres de Grabinoulor. Jean-Michel Place, Paris 1991.
- L’homme coupé. La Barbacane, 1995.
- Mon ami Kronos. Passe-temps littéraire. Zulma, Paris 2007.

Drehbücher
- Monsieur Poire et Madame Cœur. Idylle tragi-comique. In: Films. 11. Oktober 1923.
- Cinéma, drames, poèmes dans l’espace. SIC, 1920. Neuausgabe als: Cinémas. Mit einem Vorwort von Arlette Albert-Birot. Jean-Michel Place, Paris 1995

Theaterstücke
- De la mort à la vie. Essai dramatique. Messein, Paris 1905 [Renié et détruit par l'auteur. Un exemplaire reste conservé à la Bibliothèque nationale.]
- Matoum et Tévibar. Drame pour marionnettes. Sic, Paris 1919 [édition critique de Germana Orlandi Cerenzaa, Milan-Instituto editoriale Cisalpino-Nizet, Paris 1980].
- Larountala. Polydrame. Sic, Paris 1919.
- L'Homme coupé en morceaux. Drame comique. Sic, Paris 1921.
- Le Bondieu. Drame comique. Sic, Paris 1922.
- Les Femmes pliantes. Drame comique. Sic, Paris 1923.
- Image. Premier drame tragique. Jean Budry, Paris 1924.
- La Barbe-bleue. Deuxième drame tragique. Paris 1926.
- La Quinzaine de Pierre Albert-Birot. Paris 1926.
- Plutus ou le Dieu des riches. Comédie en deux tableaux. Rougerie, Limoges 1969.
- Théâtre. 6 Bände. Rougerie, Mortemart 1977–1980.